# Sexualité des personnes âgées
Plusieurs enquêtes sur la sexualité à un âge avancé positionnent celui-ci comme facteur déterminant de la diminution de l'activité sexuelle, un constat qui se retrouve dans plusieurs contextes nationaux,. À la vieillesse est associée une perte progressive du désir et une diminution ou disparition de l’activité sexuelle, en continuité avec le retrait progressif des activités sociales associé à la « déprise ». Bien qu’elle puisse faire l’objet d’un certain déni, la sexualité des personnes âgées est de plus en plus abordée dans l’espace public : On y fait la promotion d'une sexualité active en âge avancé, on aborde la hausse d'infections transmises sexuellement, la question de la sexualité et de la vie en institution, on conteste les présupposés d'asexualité des personnes âgées, etc,,. Ces discours participent des injonctions sociales qui font de l’activité sexuelle l’un des indicateurs de l’épanouissement personnel, maintenant étendu aux aînés et renforcé par différents produits, médicaments et traitements disponibles.

## État des recherches sur l'expérience de la sexualité et du vieillissement
Dû au tabou sur la sexualité des personnes âgées, les études sur ce sujet connaissent des difficultés puisque les témoignages de ces individus s'avèrent peu nombreux et souvent anonymes. Ainsi, les recherches incitent à se départir d’une image misérabiliste de la sexualité des aînés. Certaines études quantitatives et qualitatives rapportent une amélioration de la satisfaction sexuelle avec l’âge et des données tel que: la moitié des femmes seraient sexuellement actives jusqu’à un âge avancé, malgré une libido parfois faible. Un autre exemple a trait aux veuves : certaines se distancient de toute sexualité après la perte du conjoint, d’autres trouvent un nouveau partenaire masculin, et d’autres encore refusent le cadre conjugal qui impliquerait de prendre soin d’un homme et développent des relations non cohabitantes ou des relations avec d’autres femmes. D’autres différences émergent par rapport au corps et à la sexualité : non seulement les femmes, mais également les hommes gais subissent une forte pression face aux stéréotypes de beauté associés à la jeunesse. En général, les gays, lesbiennes et bisexuels souffrent d’une invisibilité dans les institutions qui s’occupent des personnes âgées,. 

## Processus biologiques
La sexualité se différencie de la procréation entre autres parce qu'elle ne se limite pas en âge. Les humains voient généralement leur libido baisser avec l'avancée en âge. Celle-ci baisserait plus rapidement pour les femmes que pour les hommes. (voir la page Sexuality in older age) Les recherches mentionnées ci-haut montrent toutefois que la question n'est pas aussi simple au niveau de l'expérience vécue.

## Représentations et stéréotypes
Dans les représentations sociales, la sexualité et la vieillesse sont, généralement, considérées comme incompatibles, ce qui fait de la sexualité des personnes âgées un impensable. En effet, selon Marie-Hélène Colson, la société perçoit leur sexualité tel un acte non nécessaire et qui parait même mettre en danger leur santé vieillissante. 
Les stéréotypes du « vieillard lubrique » et de la « sorcière libidineuse » sont associés aux personnes âgées très actives sexuellement; ils font l’objet de représentations peu flatteuses,. Depuis les années 2000, on emploie couramment le terme « cougar » pour désigner les femmes qui fréquentent des hommes plus jeunes qu'elles de plusieurs années. Plusieurs personnages et émissions de télévision portent sur le sujet (l'émission The Cougar, l'épisode Cougars (30 Rock), l'émission Cougar Town). Le thème d'une très grande différence d'âge a aussi récemment été l'objet du film Gérontophilia.